# Albert Wynn
Albert Russell Wynn (ur. 10 września 1951) – amerykański polityk, członek Partii Demokratycznej. W latach 1993–2008 był przedstawicielem czwartego okręgu wyborczego w stanie Maryland w Izbie Reprezentantów Stanów Zjednoczonych.